# Илонс
Ило́нс (фр. Ilonse) — коммуна на юго-востоке Франции в регионе Прованс — Альпы — Лазурный берег, департамент Приморские Альпы, округ Ницца, кантон Туррет-Леванс. До марта 2015 года коммуна административно входила в состав упразднённого кантона Сен-Совёр-сюр-Тине (округ Ницца).
Площадь коммуны — 40,59 км², население — 132 человека (2006) с выраженной тенденцией к росту: 173 человека (2012), плотность населения — 4,3 чел/км².

## Население
Население коммуны в 2011 году составляло — 172 человека, а в 2012 году — 173 человека.
| 1962 | 1968 | 1975 | 1982 | 1990 | 1999 | 2005 | 2006 | 2010 | 2011 | 2012 |
| ---- | ---- | ---- | ---- | ---- | ---- | ---- | ---- | ---- | ---- | ---- |
| 102  | 80   | 57   | 55   | 78   | 113  | 129  | 132  | 167  | 172  | 173  |

Динамика численности населения:

## Экономика
В 2010 году из 106 человек трудоспособного возраста (от 15 до 64 лет) 87 были экономически активными, 19 — неактивными (показатель активности 82,1 %, в 1999 году — 71,4 %). Из 87 активных трудоспособных жителей работали 84 человека (50 мужчин и 34 женщины), 3 числились безработными (1 мужчина и 2 женщины). Среди 19 трудоспособных неактивных граждан 4 были учениками либо студентами, 9 — пенсионерами, а ещё 6 — были неактивны в силу других причин.
На протяжении 2010 года в коммуне числилось 24 облагаемых налогом домохозяйства, в которых проживало 41,0 человек. При этом медиана доходов составила 12 тысяч 719 евро на одного налогоплательщика.